# Listă de filme de groază din 1978
Aceasta este o listă de filme de groază din 1978.